# Marcelino, pan y vino
Marcelino, pan y vino és una pel·lícula espanyola dirigida per Ladislao Vajda en 1955. Es tracta d'un dels majors èxits comercials i de crítica en la història del cinema espanyol, excedint els cànons del cinema religiós imperant en l'època.
Es va basar en la novel·la homònima de José María Sánchez Silva. La pel·lícula gira sobre de la història de Marcelino, un nen expòsit que és recollit per uns frares franciscans. Un dia, estant orant davant un crucificat, aquest pren vida i comença a comunicar-se amb Marcelino
Tres escenes clau de la pel·lícula van ser rodades a La Alberca (Salamanca). La seva Plaza Mayor serveix com a escenari per a l'escena inicial, en la qual el frare narrador, Fernando Rey, baixa al poble per a contar a la nena malalta la història de Marcelino. L'escena del mercat, on Marcelino acaba pujat a una cucanya després de provocar l'estampida d'una parella de bous. Finalment, de tornada al convent, passen davant de l'Ermita de San Blas d'aquesta localitat. Tota l'ambientació relativa al convent està situada en l'ermita del Cristo del Caloco en El Espinar (Segòvia) que compta amb gran devoció a la comarca; les escenes referents a la construcció del convent i a la Guerra del francès es van realitzar a l'ermita de San Cristóbal, del poble d'Aldeavieja (Àvila).
La figura del Crist, tanmateix, no es correspon amb la del Caloco, sinó que és una escultura de l'escultor Antonio Simont i en l'actualitat es troba en l'altar de la Capella de Santa Teresa del Convent de les Carmelites de Don Benito (Badajoz). Allí va acabar per desig d'un dels enginyers de so de la pel·lícula, Miguel López Cabrera, que la seva germana era monja en aquest convent.

## Premis
Onzena edició de les Medalles del Cercle d'Escriptors Cinematogràfics
| Categoria              | Nominats                 | Resultat   |
| ---------------------- | ------------------------ | ---------- |
| Millor pel·lícula      | Millor pel·lícula        | Guanyadora |
| Millor director        | Ladislao Vajda           | Guanyador  |
| Millor actor secundari | Juan Calvo               | Guanyador  |
| Millor guió            | José María Sánchez-Silva | Guanyador  |
| Millors decorats       | Antonio Simont           | Guanyador  |
| Premi Jimeno           | Pablito Calvo            | Guanyador  |

- Festival de Cinema de Berlín: Os de Plata
- 8è Festival Internacional de Cinema de Canes: esment especial a Pablito Calvo.
- Premi del Sindicat Nacional de l'Espectacle.

## Altres adaptacions
En 1991 es realitza una versió italiana titulada originalment Marcellino pane e vino, del director Luigi Comencini.
- El 2000 s'adapta Marcelino pan y vino, en una sèrie anime per la televisió.
- Marcelino, pan y vino, sèrie de televisió animada espanyola de Santiago Moro i Xavier Picard estrenada en 2001;
- L'any 2001 la cadena de televisió mexicana Televisa realitza una versió en telenovel·la titulada Rayito de luz amb Alan i Alejandro Speitzer.
- A finals de 2010, s'estrenà un remake mexicà amb el mateix nom situat en la Revolució mexicana, dirigit per José Luis Gutiérrez, produït per Mikel García i protagonitzat per Maya Zapata, Germán Robles, Alejandro Tomassi, Gerardo Moscoso i Héctor Pino.[4][5]